# Парламентские выборы в Италии (1909)
Всеобщие парламентские выборы 1909 года прошли 7 (первый тур) и 14 марта (второй тур). На них были выбраны 508 членов Палаты депутатов Королевства Италия. Победителем выборов стала правящая либеральная партия «Левая», представлявшая итальянскую буржуазию, получив почти 65 % мест в парламенте. Впервые радикалы стали третьей партией Италии по количеству голосов и второй партией парламента по количеству мандатов, опередив правых.
Активность избирателей по сравнению с предыдущими выборами вновь повысилась. В голосовании приняли участие 1 903 687 человек из 2 930 473 имевших право голоса (население Италии на тот момент составляло почти 34,5 млн), таким образом явка составила 64,96 %.

## Результаты выборов
| Партия                            | Оригинальное название               | Голоса    | %     | Места | Изменения |
| --------------------------------- | ----------------------------------- | --------- | ----- | ----- | --------- |
| «Левая»                           | итал. Sinistra                      | 995 290   | 54,03 | 329   | ▼10       |
| Социалисты                        | итал. Partito Socialista Italiano   | 347 615   | 18,87 | 41    | ▲12       |
| Радикалы                          | итал. Partito Radicale Italiano     | 181 242   | 9,84  | 48    | ▲11       |
| «Правая»                          | итал. Destra                        | 108 029   | 5,86  | 44    | ▼32       |
| Республиканцы                     | итал. Partito Repubblicano Italiano | 81 461    | 4,42  | 23    | ▼1        |
| Католики                          |                                     | 73 015    | 3,96  | 18    | ▲15       |
| Независимые конституционалисты    |                                     | 41 213    | 2,24  | 0     | новая     |
| Недействительные голоса           |                                     | 61 500    | –     | –     |           |
| Всего                             |                                     | 1 903 687 | 100   | 508   |           |
| Зарегистрировано избирателей/Явка |                                     | 2 930 473 | 64,96 |       | ▲2,24     |